# 텍사스늑대
텍사스늑대 (Canis lupus monstrabilis)는 미국 텍사스주와 멕시코에 서식했을 것으로 추정하는 회색늑대의 아종이다. 이 늑대는 북부에 서식하는 종보다 색이 더 어두우며, 높은 아치형 이마뼈가 존재한다.
2005년 기준, MSW3에서는 이 종을 회색늑대의 유효한 아종으로 구분하고 있고, 미국 어류 및 야생동물관리국에서는 이 종을 대평원늑대나 멕시코늑대와 같은 종으로 구분하고 있다.